# Phragmatobia simplonica
Phragmatobia simplonica är en fjärilsart som beskrevs av Frey 1843. Phragmatobia simplonica ingår i släktet Phragmatobia och familjen björnspinnare. Inga underarter finns listade i Catalogue of Life.